# Konsmo
Konsmo – wieś i była gmina w okręgu Vest-Agder w Norwegii. Znajduje się on na południe od jeziora Ytre Øydnavatnet w południowej części obecnej gminy Audnedal.

## Nazwa
Gmina (początkowo parafia) nazwana jest Konsmo na cześć starej farmy o tej samej nazwie (staronordyjski: Konungsmór), gdzie został wybudowany pierwszy kościół.

## Historia
Gmina Konsmo został utworzony 1 stycznia 1911 roku, kiedy gmina Nord-Audnedal została podzielona na dwie mniejsze: Konsmo (ludność: 782) i Vigmostad (ludność: 923). 1 stycznia 1964 roku, gmina Konsmo została połączona z Grindheim i obszarami Ågedal i Midtbø w Bjelland, aby utworzyć nową gminę - Audnedal. Przed połączeniem Konsmo było zamieszkiwane przez 712 osób.